# Chow Kon Yeow
Chow Kon Yeow (en chino simplificado: 曹观友; en chino tradicional: 曹觀友; en pinyin: Cáo Guān Yǒu; n. Kuala Lumpur, 14 de noviembre de 1958) es un periodista y político malasio que en la actualidad ejerce como Ministro Principal (Gobernador) del estado de Penang desde el 14 de mayo de 2018. Es miembro del Consejo Ejecutivo del Estado de Penang como presidente del Comité de Gobierno Local, Gestión del Tráfico y Mitigación de Inundaciones. También es el Asambleísta Estatal de Padang Kota en la Asamblea Legislativa del Estado de Penang y miembro del Parlamento por Tanjong en George Town, Penang.
Chow también ocupa el cargo de Vicepresidente nacional y Presidente del Partido de Acción Democrática (DAP) del Estado de Penang, un partido componente de la coalición Pakatan Harapan (PH). El 14 de mayo de 2018, tras la tercera victoria de la coalición dirigida por el DAP en las elecciones estatales, Chow fue seleccionado para ser el ministro Principal de Penang, sucediendo a Lim Guan Eng, quien fue nombrado Ministro de Finanzas de Malasia por Mahathir Mohamad.